# Williamsfield (Illinois)
Williamsfield – wieś w Stanach Zjednoczonych, w stanie Illinois, w hrabstwie Knox.